# Türkiye Petrolleri

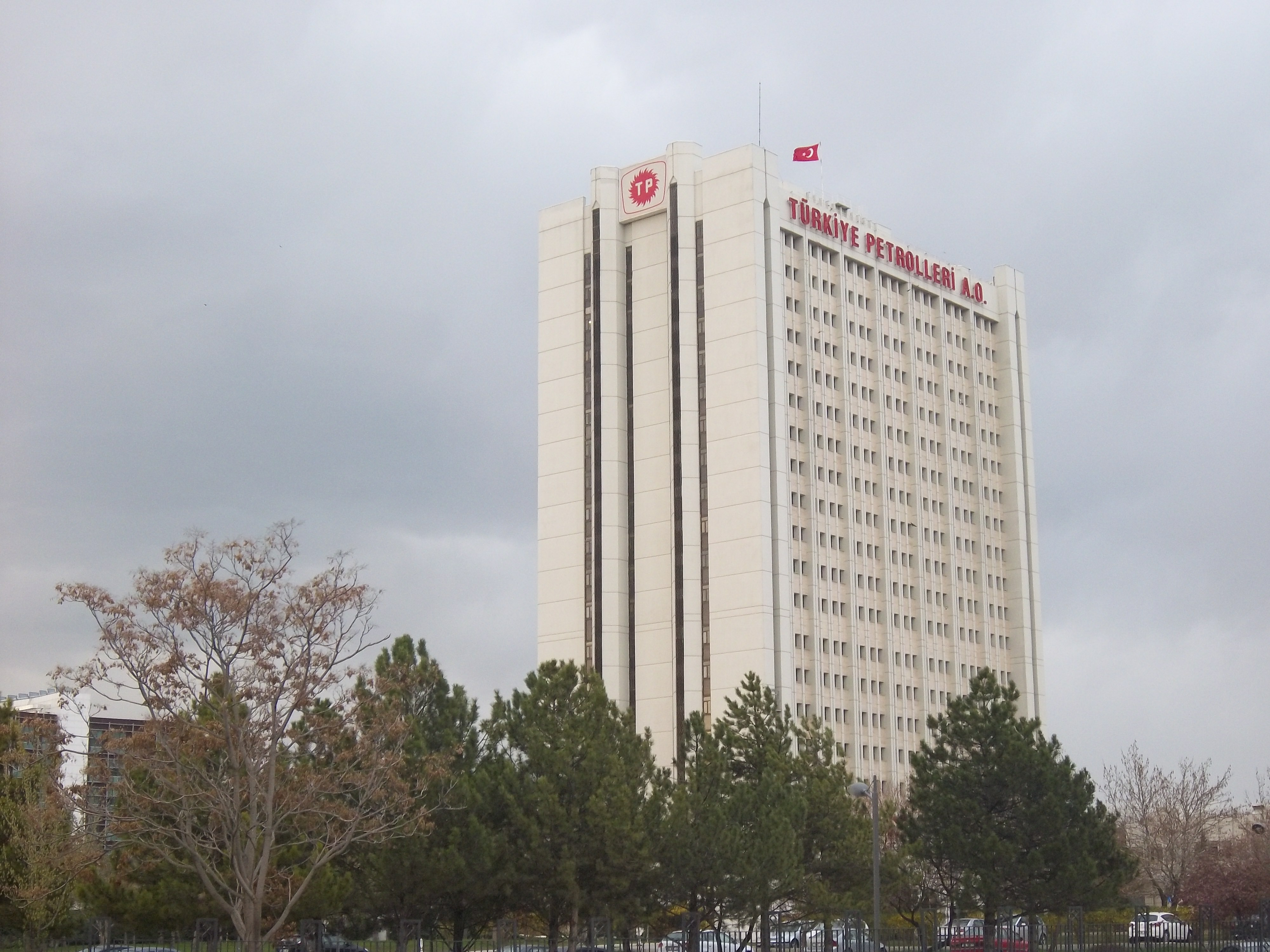
Türkiye-Petrolleri-Gebäude in Ankara

Türkiye Petrolleri Anonim Ortaklığı (TPAO) ist ein türkisches Mineralölunternehmen mit Hauptsitz in Ankara.
Das Unternehmen wurde 1954 auf Basis des Gesetzes Nr. 6327 geschaffen, um das nationale Interesse in den Bereichen der Erkundung, Bohrung, Herstellung von Erdöl und dessen Folgeprodukten wie beispielsweise Benzin zu vertreten. Bis 1983 wurde Letzteres eingestellt.

## Aktivitäten im Ölbereich
Als ein wichtiges türkisches Unternehmen beschäftigte TPAO im Jahr 2006 etwa 4.000 Mitarbeiter, welche rund 3,5 Milliarden US-$ erwirtschafteten. 2005 hatte das Unternehmen Reserven von 558 Mio. Barrel Öläquivalent, mit einer erwarteten Steigerung auf 1,5 Milliarden Barrel bis 2010. 2005 betrug die Produktion 70.000 Barrel Öläquivalent täglich.

## Tochterunternehmen (Stand 2010)
Die Turkish Petroleum International Company Ltd. (TPIC) wurde 1988 auf Jersey gegründet und ist vorrangig im Irak und Kolumbien (seit 2007) tätig. Seit Februar 2008 arbeitet TPIC mit dem kolumbianischen Unternehmen Ecopetrol bei der Suche nach Erdöl im Catatumbo-Becken zusammen. Daneben operiert man in geringerem Umfang in Kasachstan, Syrien, Georgien, Turkmenistan, Ägypten, Algerien sowie Russland.
Die Turkish Petroleum Overseas Company Ltd. (TPOC) wurde 1996 auf Jersey gegründet und hält Anteile an zwei Projekten auf der aserbaidschanischen Seite des Kaspisches Meeres, in Libyen im Ghadames-Becken, Sirte-Becken und Murzuk-Becken sowie im Schwarzen Meer.
Die Turkish Petroleum BTC Ltd. (TPBTC Ltd.) wurde am 20. Februar 2002 auf den Kaimaninseln gegründet und hält 6,53 Prozent an der Baku-Tiflis-Ceyhan-Pipeline (BTC).
Die Turkish Petroleum SCP Ltd. (TPSCP Ltd.) wurde kurz danach, am 24. Mai 2002, auch auf den Kaimaninseln gegründet und hält 9 Prozent an der Südkaukasus-Pipeline.
Die KazakTurkMunai Ltd. Joint Company (KTM) ist seit 1993 in Kasachstan aktiv.